# كأس ألبانيا 1990–91
كأس ألبانيا 1990–91 (بالألبانية: Kupa e Republikës 1990-91‏) هو موسم من كأس ألبانيا. أشرف على تنظيمه اتحاد ألبانيا لكرة القدم، وفاز فيه بارتيزاني تيرانا.